# Beleg Cúthalion

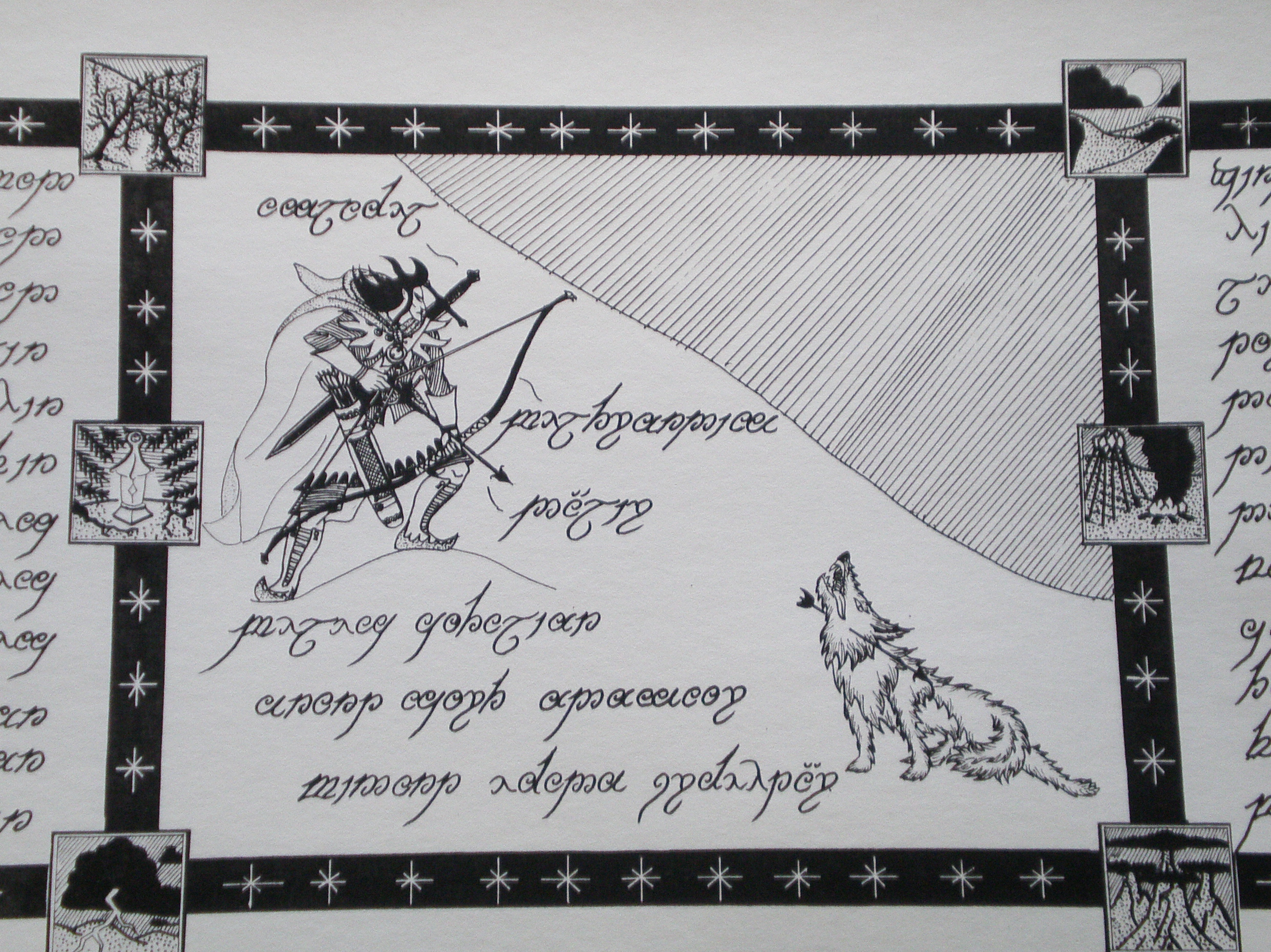
Beleg Cúthalion, gemaakt door Tom Loback.

Beleg Cúthalion, ook vaak Beleg Sterkboog (Engels: Beleg Strongbow) genoemd, is een elf uit de boeken van Tolkien die zich afspelen in Midden-aarde. Hij komt voor in de boeken De Silmarillion en De kinderen van Húrin, in het laatste boek heeft hij een belangrijke rol.

## Beleg Cúthalion inKinderen van Húrin
Beleg ontmoet Túrin Turambar, zoon van Húrin, als deze naar de noordgrens van Doriath begeeft om daar de grens te bewaken tegen orks en andere vijanden. Zij waren daar beiden de belangrijkste krijgers en genoten veel aanzien.
Wanneer Túrin moet vluchten (zie hiervoor de pagina's De kinderen van Húrin en Túrin Turambar volgt Beleg hem. Hij kreeg het zwaard Anglachel mee. Hij zoekt hem meerdere jaren en vindt uiteindelijk de groep vogelvrijen waarbij Túrin zich had aangesloten en ondertussen de leider van was geworden. Beleg werd vastgebonden door de groep vogelvrijen, Túrin was destijds op verkenning uit, en kreeg geen drinken. Túrin kwam niet terug van zijn verkenningstocht en de mannen wilden eigenlijk Beleg vermoorden. Juist op dat moment kwam Túrin terug, hij was erg blij, maar ook verbaasd om Beleg terug te zien. Beleg besloot in tweede instantie niet mee te gaan met de groep. Túrin vertelde dat hij naar de Amon Rûdh vertrok. Beleg ging terug naar zijn mensen. Daar kreeg hij van Melian lembas, het wegbrood van de elfen. Ook nam hij de Drakenhelm mee. Hij keerde terug naar Túrin, die destijds al op de Amon Rûdh aanwezig was en sloot zich bij hen aan. Ze streden samen met hun groep succesvol tegen de orks. Uiteindelijk te succesvol, want Morgoth kreeg er lucht van dat de zoon van Húrin was gesignaleerd en wist uiteindelijk met behulp van het verraad van Mîm de groep te verslaan. Beleg wist te ontkomen, maar Túrin werd meegenomen. Beleg wilde hem volgen en deed dit ook. Onderweg kwam hij Gwindor, zoon van Guilin, tegen en samen probeerden ze Túrin te redden. Het lukt ze Túrin uit het kamp weg te halen, Túrin is dan nog in slaap. Túrin is alleen te zwaar om te tillen en ze willen het touw om zijn enkels doormidden snijden. Het zwaard schiet uit en Túrin wordt in zijn voet verwond. Túrin denkt dat de orks hem willen folteren en besluit zijn huid duur te verkopen. Hij pakt het zwaard van Beleg af en steekt hem dood. Dan blijkt bij de eerste bliksem wat hij gedaan had, hij is de eerste dagen in een volledige trance en het verdriet wat in zijn gezicht staat gegroefd komt er nooit meer van af.